# Tóth Lajos (labdarúgó, 1917)
Tóth Lajos (1917. május 30. – 1984. november 30.) válogatott labdarúgó, középhátvéd.

## Pályafutása

### Klubcsapatban
A Vasas labdarúgója volt, ahol két bajnoki ezüst- és egy bronzérmet szerzett a csapattal. Kiváló fizikumú, jól helyezkedő, kitűnően fejelő játékos, aki hatalmas erejű szabadrúgásaival is kitűnt a többiek közül. Hajlamos volt könnyelmű, feleslegesen kockázatos megoldásokat választani.

### A válogatottban
1946-ban egy alkalommal szerepelt a válogatottban.

## Sikerei, díjai
- Magyar bajnokság
  - 2.: 1945–46, 1947–48
  - 3.: 1946–47

## Statisztika

### Mérkőzése a válogatottban
| Magyarország | Magyarország      | Magyarország     | Magyarország | Magyarország | Magyarország | Magyarország | Magyarország | Magyarország |
| #            | Dátum             | Helyszín         | Hazai        | Eredmény     | Vendég       | Kiírás       | Gólok        | Esemény      |
| ------------ | ----------------- | ---------------- | ------------ | ------------ | ------------ | ------------ | ------------ | ------------ |
| 1.           | 1946. október 30. | Esch-sur-Alzette | Luxemburg    | 2 – 7        | Magyarország | barátságos   | -            |              |
|              | Összesen          |                  |              | 1            | mérkőzés     |              | 0            | gól          |